# Ragtime Snap Shots
Ragtime Snap Shots é um curta-metragem mudo norte-americano de 1915, do gênero comédia, dirigido por Hal Roach e estrelado por Harold Lloyd.

## Elenco

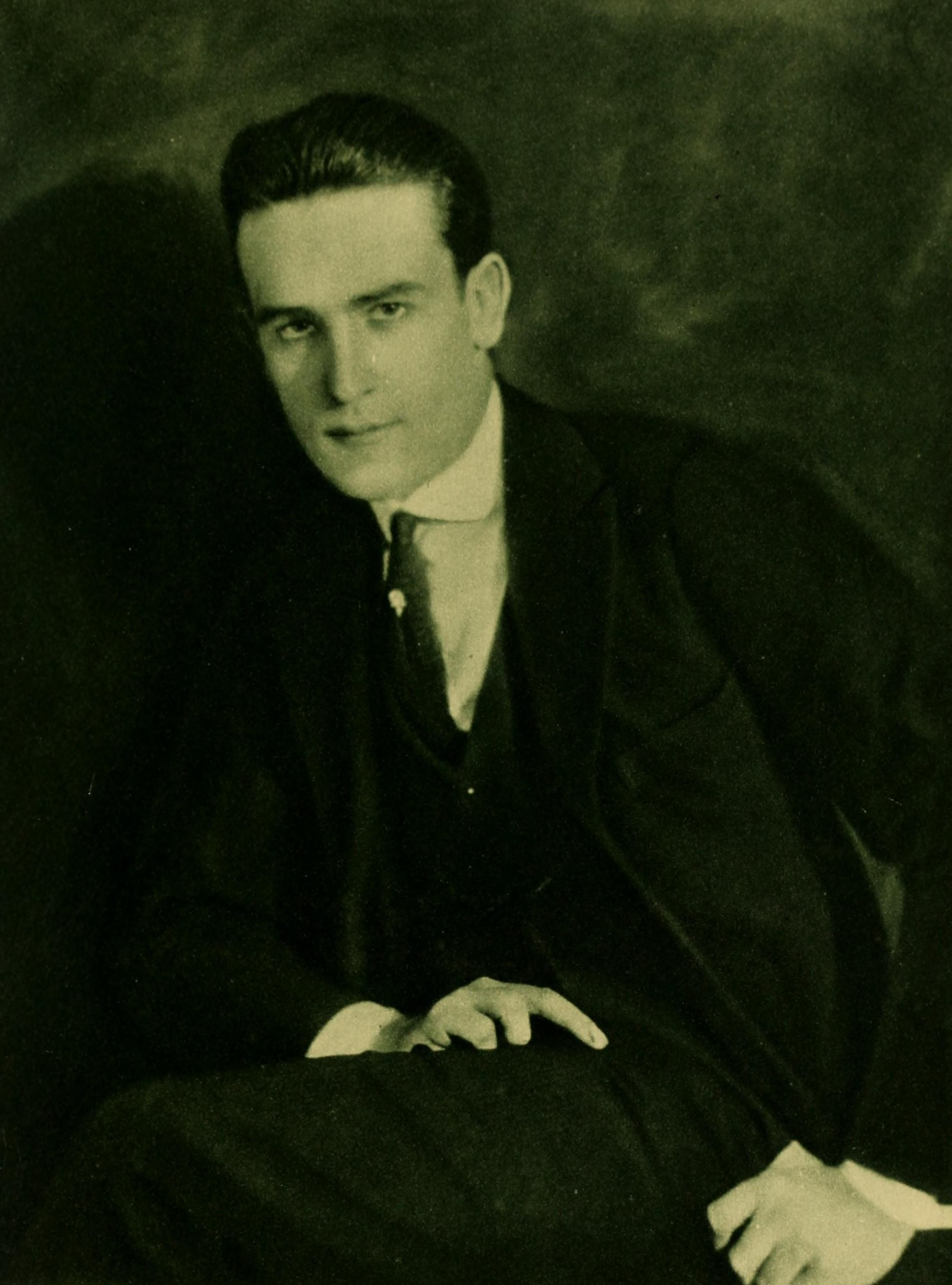
Harold Lloyd

- Harold Lloyd – Lonesome Luke
- Snub Pollard (como Harry Pollard)
- Earl Mohan
- Gene Marsh
- Bebe Daniels